# Desastre ferroviário de Darlington
O Desastre Ferroviário de Darlington ocorreu na noite de 27 de Junho de 1928, quando um trem de cargas e um trem de fretamento colidiram de frente na Estação Ferroviária de Darlington, no condado de Durham, Inglaterra. O acidente foi causado pelo maquinista do trem de cargas, que ignorou e atravessou um sinal de perigo, devido a uma má compreensão do layout de sinalização numa parte desconhecida da estação. Este acidente resultou na morte de 25 pessoas e ferimentos graves em outras 45.

## Eventos que levaram à colisão
Na noite de 27 de junho de 1928, a locomotiva No. 2369, modelo LNER Raven Class B16 4-6-0,, que fazia parte do trem de carga das 21h30 para York, chegou ao destino às 22h45 – 11 minutos atrasado. Pouco depois, o capataz da estação instruiu o sinaleiro a permitir que o trem avançasse, além do entroncamento que cruzava a extremidade sul da plataforma. O veículo avançou para a extremidade sul da Plataforma 1 e esperou. A Locomotiva manobreira recebeu, então, instruções para se encarregar das manobras necessárias. Durante este tempo, um trem deixou a plataforma 2. O responsável pela manobreira passou instruções face a face com o maquinista do trem de cargas, enquanto eles esperavam que um trem de peixes passasse. Uma vez que seu sinal estava claro, a manobreira sinalizou ao maquinista para iniciar o movimento. 
Neste momento, o trem teve que se mover o suficiente para limpar o desvio No. 53. Uma vez que ele foi liberado, o sinaleiro inverteu os pontos e sinalizou à manobreira para iniciar o movimento de propulsão. Esses movimentos foram concluídos aproximadamente às 23h02. Então, a manobreira acoplou os veículos necessários e acionou os freios. Às 23h04, o sinaleiro na caixa de sinalização da plataforma leste ofereceu o trem de encomendas ao sinaleiro na caixa de sinalização do cruzamento sul. O trem foi aceito "sob cautela". Até este ponto, todos os movimentos foram concluídos corretamente e nenhum erro foi cometido.

### Colisão
À medida que o veículo avançava, a manobreira viu que os sinais estavam em "perigo"; Então, acionou o freio e notou que estes estavam funcionando corretamente ao notar uma redução na velocidade. A 10 metros do sinal de "perigo" a manobreira, acreditando que o trem estava parando, soltou o freio. Imediatamente verificou os sinais e, vendo-os em "perigo", imediatamente reaplicou o freio. No inquérito, o comissário afirmou que a primeira aplicação do freio não estava cheia devido ao medo da separação do trem; a segunda aplicação, embora aplicada em maior medida, ainda não era uma aplicação completa. O trem de cargas agora bloqueava a pista em que o trem de fretamento estava preso.
O maquinista do trem de fretamento, que retornava de Scarborough para Newcastle, aproximou-se da caixa de sinal da junção sul a aproximadamente 45 mi/h (72,42 Km/h), tendo observado os sinais anteriores exibindo "Clear" (limpo). O maquinista afirmou que o primeiro sinal de uma obstrução na linha foram os faróis de outro veículo emergindo da esquerda para a linha descendente. Ele afirmou que dispunha de menos de dois segundos para atuar, durante os quais fez uma travagem contínua.

### Efeitos
No ponto de impacto, estima-se que o trem de fretamento estava a pelo menos 45 mi/h (72,42 Km/h), enquanto o trem de cargas estava, provavelmente, parado e com os freios liberados.

#### O trem de cargas
Tendo liberado o ponto de desvio nº 68, a locomotiva foi forçada para trás através deste desvio e encontrada nos trilhos da "Linha de descida". Os primeiros quatro veículos atrás dela foram descarrilados e jogados na travessia. Os últimos seis foram empurrados para a Plataforma No. 1.

#### O trem de fretamento
A locomotiva foi descarrilada, capotada e lançada na Linha da Plataforma Nº 4 e na linha duplicada de descida. A onda seguinte resultou nos três veículos da frente sendo significativamente danificados, com o terceiro e segundo vagões se encavalando. Foi aqui que ocorreu a maioria das mortes.
Uma característica trágica do acidente foi que, como os danos graves foram localizados, muitas das mortes ocorreram entre um grupo de mulheres que retornavam de um passeio da União das Mães de Hetton-le-Hole, uma cidade mineira nas proximidades de Sunderland. "Foi como um desastre de mineração com mulheres, em vez de homens, como vítimas; havia quatro viúvos em uma única rua".
Houve outros danos em todos os veículos envolvidos na colisão. O primeiro vagão do trem de fretamento era iluminado a gás; no entanto, durante o acidente o sistema de gás pressurizado permaneceu intacto, possivelmente reduzindo o número de vítimas.

## Após a colisão
O relatório final observou que em 20 minutos havia pessoas e materiais mais do que suficientes disponíveis para ajudar nos trabalhos, e que "as providências tomadas pela empresa para lidar com a emergência e prestar assistência aos feridos parecem ter sido adequadas em todos os aspectos".
A assistência médica qualificada chegou em 25 minutos, possivelmente via Greenbank Hospital, e os bombeiros também estavam presentes.

## Conclusões
O oficial investigador foi o Coronel John Wallace Pringle, do Real Corpo de Engenharia, chefe de inspeção ferroviária do Departamento dos Transportes do Reino Unido. Pringle concluiu que a responsabilidade por este acidente foi do maquinista do trem de cargas, R.J. Bell, que ignorou a sinalização de perigo. Sua falta de conhecimento sobre sinalização e sua falta de experiência na Estação Ferroviária de Darlington foram a causa provável do acidente. O relatório, no entanto, elogiou seu raciocínio rápido ao soltar o freio, o que pode ter reduzido os danos e evitado mais feridos e mortos. O maquinista do trem de excursão não pôde fazer nada para evitar a colisão e foi totalmente inocentado, assim como os sinalizadores de Darlington.
O relatório também criticou: -
- Bombeiro J.J. McCormack – Pringle não aceitou sua declaração de que não sabia nada sobre sinais ou a autoridade que eles davam a um maquinista, já que ele havia passado no exame de direção em janeiro daquele mesmo ano[9];
- Morland, assistente de manobras – ele viu o erro do maquinista e não agiu, apesar de ter o poder de fazê-lo. Se Morland tivesse tomado a iniciativa, o acidente poderia ter sido evitado.[9]

- O relatório também atribui parte da culpa à empresa ferroviária London and North Eastern Railways por:-
- Falta de treinamento dos maquinistas: O relatório afirma que algo mais do que uma assinatura em um "Road Book" era necessário quando se trata de estabelecer a compreensão do maquinista. Acrescenta que isto seria de particular importância para os condutores mais jovens e com menos experiência, e também que o assunto já havia sido levantado no passado.[9]
- Sinalização da Plataforma Leste de Darlington: O relatório afirma que certos termos usados em Darlington podem não corresponder à descrição do "General Rule Book". Continua dizendo que a London and North Eastern não estava disposta a alterar esta prática e também sugeria o uso de sinalização de 3 aspectos.[9]
- Que o acidente poderia ter sido evitado pelo uso do Controle Automático de Trens (ATC, na sigla em inglês).[7]